# 风纳土城
風納土城（韓語：풍납토성）是韓國首爾特別市松坡區風納洞的一座古代城池遺址，為三國時代百濟前期的一個都城遺址。
風納土城是一座用泥土建造成的一座城池，建於漢江的東岸，其周長大約3.5公里。該城的整體形狀為橢圓形，南北軸較長，東西軸較短。根據日治時期調查得出的結論，風納土城是漢南慰禮城的遺址，為百濟的第一座都城。
風納土城的遺址受到洪水的摧毀，目前只有2.7公里的城牆倖存。1963年1月21日，風納土城被指定為大韓民國史蹟第11號，官方名稱為「廣州風納里土城」，現因行政區劃變動，已更名為「首爾風納洞土城」。